# NGC 2087
NGC 2087 è una galassia a spirale barrata situata nella costellazione del Pittore, a una distanza di circa 218 milioni di anni luce dalla nostra Via Lattea.

## Scoperta
La galassia è stata scoperta il 6 dicembre 1834 dall'astronomo britannico John Herschel.

## Descrizione
NGC 2087 ha una classe di luminosità I.